# Kerkgebouw Gereformeerde Gemeenten in Nederland (Nieuwaal)

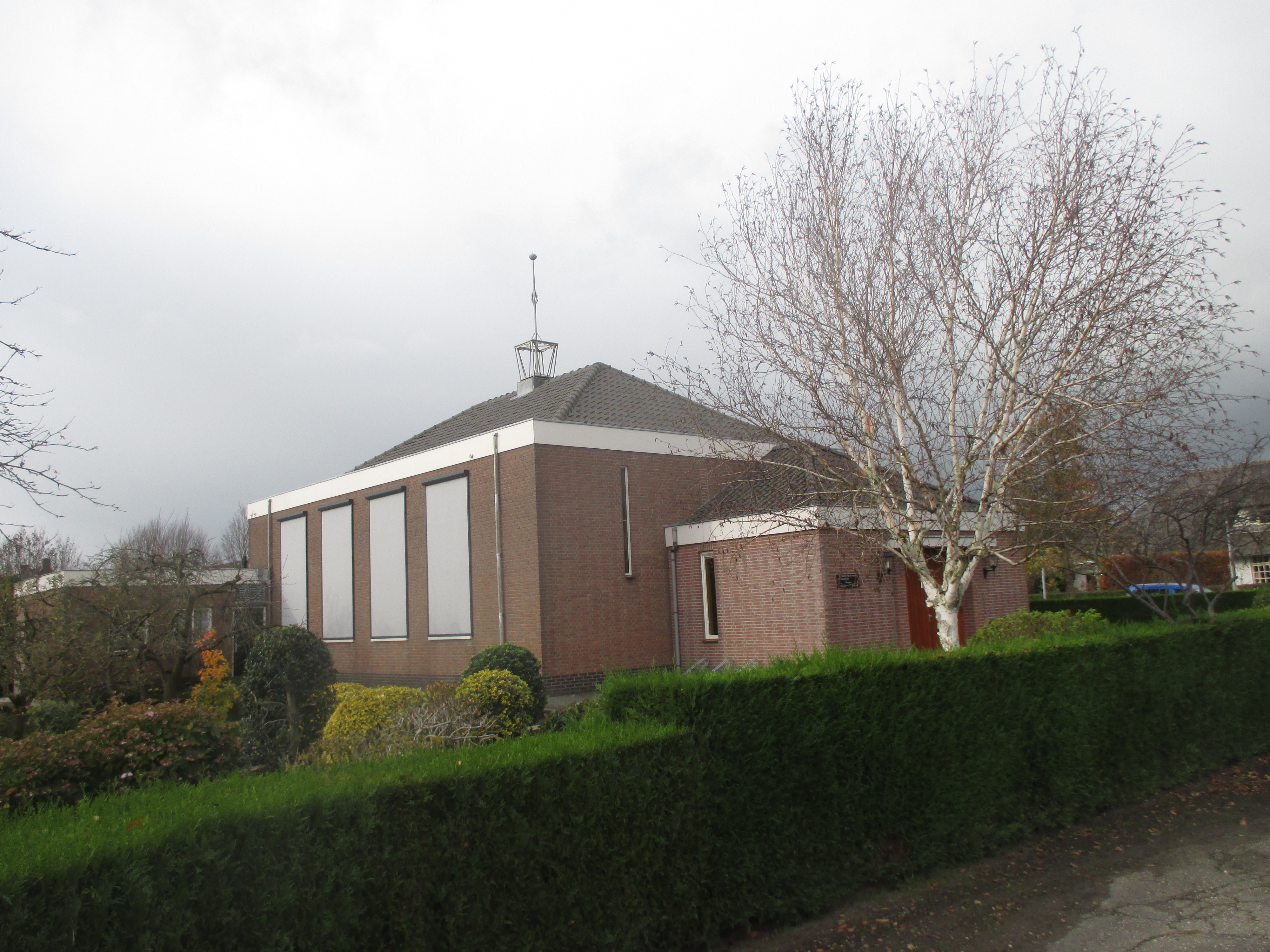
Het kerkgebouw van de Gereformeerde Gemeente in Nederland te Nieuwaal.

De kerk van de Gereformeerde Gemeenten in Nederland (GGiN) te Nieuwaal is een kerkgebouw in het Gelderse dorp Nieuwaal, gelegen aan Jacob Ekelmansstraat 20.
Het gebouw is in 1948 in gebruik genomen. Het is een eenvoudig bakstenen gebouw dat oogt als een schooltje, afgezien van de open stalen dakruiter. In 2001 werd het kerkje enigszins uitgebreid.

## Orgel
In 2014 werd het elektronische orgel vervangen door een tweeklaviers elektropneumatische pijporgel, afkomstig uit de rooms-katholieke St. Vituskerk uit Huizen. Het kas werd gebouwd in 1914 door A.S.J. Dekker voor de Nederlands Gereformeerde kerk te Westbroek. Het binnenwerk van het oorspronkelijke orgel raakte uiteindelijk versleten en in het orgelkast werd door de firma Pels een nieuw binnenwerk geplaatst, afkomstig uit een huisorgel van 1948.